# 밀란 슈크리니아르
밀란 슈크리니아르(슬로바키아어: Milan Škriniar, 1995년 2월 11일 ~ )는 슬로바키아의 축구 선수로 현재 튀르키예 쉬페르리그의 페네르바흐체 소속이다.

## 어린 시절
슈크리니아르는 FK 지아르나트흐로놈에서 유스팀에서 활약하다가 12세에 MŠK 질리나에 입단했다.

## 구단 경력

### MŠK 질리나

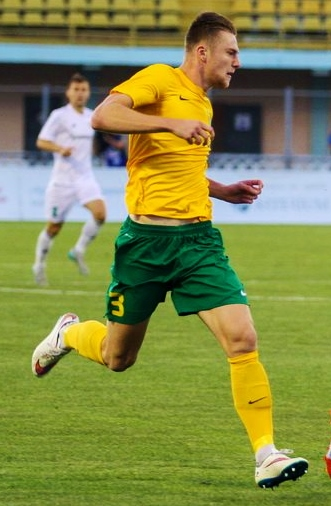

2012년 3월 27일 17세 49일의 나이로 MŠK 질리나 1군에서 공식 슬로바키아 수페르리가 데뷔전을 치렀다. 2012년 11월 23일, 그는 4-1로 승리한 비온과의 슬로바키아 슈퍼 리가 경기에서 첫 골을 넣었다.
2012-13 시즌에는 더 많은 1군 경험을 쌓기 위해서 비온 즐라테모라우체에서 임대 선수 갔으며 리그 7경기를 소화했다.

### 삼프도리아
2016년 1월 29일, 삼프도리아는 밀란 슈크리니아르와 4년 반 계약을 체결했다고 발표했다. 그는 4월 말 라치오를 상대로 홈에서 2-1로 승리한 경기에 출전하면서 데뷔전을 치렀다. 다음 시즌 동안 슈크리니아르는 팀 내에서 핵심적인 역할을 맡아 세리에 A에서 최소 35경기에 출전한 최연소 수비수로 시즌을 마무리했다.

### 인테르나치오날레 밀라노
2017년 7월 7일, 슈크리니아르는 세리에A 팀인 인테르나치오날레 밀라노로 5년 계약을 체결하며 이적을 완료했다. 이 이적을 통해 슈크리니아르는 역대 가장 비싼 슬로바키아 선수가 되었다. 그는 4일 후 등번호 37번을 받고 인터뷰터에서 "18개월 만에 슬로바키아 리그에서 인테르 같은 클럽으로 이적했다는 것이 놀랍다"고 말했다.
슈크리니아르는 8월 20일, 피오렌티나와의 2017-18 세리에 A 개막전에서 구단 데뷔전을 치렀다. 그는 9월 16일, 크로토네를 상대로 첫 세리에A에서의 골을 넣었고, 82분에 오른발 슛을 성공시켜 결국 2-0 원정 승리를 거두며 인테르의 연승 행진을 도왔다. 10월 24일에 그의 전 소속팀인 삼프도리아와의 경기에서 다시 한 번 골을 넣으며 팀의 3-2를 도왔다.
슈크리니아르는 시즌 초반에 뛰어난 활약을 펼쳐 팀 최고의 선수 중 한 명으로 평가되었다.
2018-19 시즌에 슈크리니아르는 9월 18일, 토트넘 홋스퍼와의 조별 예선 개막전에서 UEFA 챔피언스리그 데뷔전을 치렀고 해당 경기에서 90분 풀타임을 뛰며 팀의 2-1 역전승을 도왔다. 2019년 11월 2일, 볼로냐와의 세리에 A 경기에서 2-1 원정 승리로 끝났고, 슈크리니아르는 이 경기로 인테르 소속으로 모든 대회에서 100번째 출전을 기록했으며, 해당 출전은 모두 선발 출전이였다. 2021년 11월 3일, 슈크리니아르는 티라스폴을 상대로 3-1 원정 승리를 거두며 UEFA 챔피언스리그 첫 골을 기록했다.

### 파리 생제르맹
2023년 7월 6일, 인터밀란과 계약이 만료되고 리그 1의 파리 생제르맹에 입단했으며, 2028년 6월 30일까지 5년 계약을 체결했다.이로써 그는 파리 생제르맹에서 뛰는 최초의 슬로바키아인이 되었다.
슈크리니아르는 8월 12일, 로리앙과 0-0 무승부를 기록한 경기에서 데뷔전을 치렀다.

## 국가대표팀 경력
슈크리니아르는 슬로바키아의 연령별 대표팀을 거쳤으며, 2016년 5월 27일 조지아와의 평가전에서 국제 A매치 데뷔전을 치렀고이후 같은 해에 열린 UEFA 유로 2016 본선 2경기에 출전하며 슬로바키아의 사상 첫 유로 대회 16강 진출에 이바지했다.
그리고 2018년 킹스컵에 출전하여 2004년 이후 14년만의 슬로바키아의 킹스컵 우승의 주역으로 활약했고 2021년 3월 27일 몰타와의 2022년 FIFA 월드컵 유럽 지역 예선 H조 2차전에서 A매치 5년만에 첫 골을 신고했으며 폴란드와의 UEFA 유로 2020 E조 조별리그 첫 경기에서도 득점을 터뜨리며 팀 승리에 기여했지만 팀은 이 경기 이후 내리 2연패를 당하며 2회 연속 16강 진출에 실패했다.
국가대표팀 주장 마레크 함시크가 국가대표팀에서 은퇴한 후, 슈크리니아르는 2022년 6월에 팀의 주장으로 임명되었다.

## 플레이 스타일
주 포지션은 센터백이지만 수비형 미드필더로도 활약할 수 있으며 U-21 팀에서 미드필더로 뛰어난 활약을 펼쳤다.
그의 전 유소년 감독은 그에 대해 경기장 안팎에서 항상 리더였다고 말했다 그는 언론에서 과거 활약한 슬로바키아 수비수인 마르틴 슈크르텔의 후계자로 불렸다. 그는 또한 그의 위치 감각, 공중볼 능력, 일대일 상황에 대해 여러 이탈리아 전문가로부터 극찬을 받았고롱패스 정확도, 단단한 피지컬, 낮은 부상 가능성 등 역시 강조되었다.

## 출전 통계
match played 22 November 2024  기준
| Club                 | Season       | League              | League | League | National cup | National cup | Europe | Europe | Other | Other | Total | Total |
| Club                 | Season       | Division            | Apps   | Goals  | Apps         | Goals        | Apps   | Goals  | Apps  | Goals | Apps  | Goals |
| -------------------- | ------------ | ------------------- | ------ | ------ | ------------ | ------------ | ------ | ------ | ----- | ----- | ----- | ----- |
| Žilina               | 2011–12      | Slovak First League | 2      | 0      | 1            | 0            | 0      | 0      | —     | —     | 3     | 0     |
| Žilina               | 2012–13      | Slovak First League | 10     | 1      | 3            | 0            | 0      | 0      | —     | —     | 13    | 1     |
| Žilina               | 2013–14      | Slovak First League | 15     | 1      | 1            | 0            | 1      | 0      | —     | —     | 17    | 1     |
| Žilina               | 2014–15      | Slovak First League | 32     | 6      | 3            | 2            | 0      | 0      | 1     | 0     | 35    | 8     |
| Žilina               | 2015–16      | Slovak First League | 18     | 4      | 1            | 1            | 8      | 0      | —     | —     | 27    | 5     |
| Žilina               | Total        | Total               | 77     | 12     | 9            | 3            | 9      | 0      | 1     | 0     | 95    | 15    |
| Zlaté Moravce (loan) | 2012–13      | Slovak First League | 7      | 0      | 0            | 0            | —      | —      | —     | —     | 7     | 0     |
| Sampdoria            | 2015–16      | Serie A             | 3      | 0      | 0            | 0            | —      | —      | —     | —     | 3     | 0     |
| Sampdoria            | 2016–17      | Serie A             | 35     | 0      | 0            | 0            | —      | —      | —     | —     | 35    | 0     |
| Sampdoria            | Total        | Total               | 38     | 0      | 0            | 0            | 0      | 0      | 0     | 0     | 38    | 0     |
| Inter Milan          | 2017–18      | Serie A             | 38     | 4      | 2            | 0            | —      | —      | —     | —     | 40    | 4     |
| Inter Milan          | 2018–19      | Serie A             | 35     | 0      | 2            | 0            | 9      | 0      | —     | —     | 46    | 0     |
| Inter Milan          | 2019–20      | Serie A             | 32     | 0      | 3            | 0            | 7      | 0      | —     | —     | 42    | 0     |
| Inter Milan          | 2020–21      | Serie A             | 32     | 3      | 4            | 0            | 3      | 0      | —     | —     | 39    | 3     |
| Inter Milan          | 2021–22      | Serie A             | 35     | 3      | 4            | 0            | 8      | 1      | 1     | 0     | 48    | 4     |
| Inter Milan          | 2022–23      | Serie A             | 21     | 0      | 1            | 0            | 8      | 0      | 1     | 0     | 31    | 0     |
| Inter Milan          | Total        | Total               | 193    | 10     | 16           | 0            | 35     | 1      | 2     | 0     | 246   | 11    |
| Paris Saint-Germain  | 2023–24      | Ligue 1             | 24     | 0      | 1            | 0            | 6      | 1      | 1     | 0     | 32    | 1     |
| Paris Saint-Germain  | 2024–25      | Ligue 1             | 5      | 0      | 0            | 0            | 0      | 0      | 0     | 0     | 5     | 0     |
| Paris Saint-Germain  | Total        | Total               | 29     | 0      | 1            | 0            | 6      | 1      | 1     | 0     | 37    | 1     |
| Career total         | Career total | Career total        | 344    | 22     | 26           | 3            | 50     | 2      | 4     | 0     | 424   | 27    |

1. ↑  Includes Slovak Cup, Coppa Italia, Coupe de France
2. 1 2  Appearance(s) in UEFA Europa League
3. ↑  Appearance with Žilina B in Slovak II. Liga
4. ↑  Six appearances in UEFA Champions League, three appearances in UEFA Europa League
5. ↑  Six appearances in UEFA Champions League, one appearance in UEFA Europa League
6. 1 2 3 4  Appearances in UEFA Champions League
7. 1 2  Appearance in Supercoppa Italiana
8. ↑  Appearance in Trophée des Champions

## 수상

### 클럽

#### MŠK 질리나
- 슬로바키아 수페르리가 : 우승 (2011-12)
- 슬로바키아컵 : 우승 (2011-12)

#### 인테르
- 이탈리아 세리에 A : 우승 (2020-21)
- UEFA 유로파리그 : 준우승 (2019-20)

#### 파리 생제르맹
- 리그 1 : 2023-24
- 쿠프 드 프랑스 : 2023-24
- 트로페 드 샹피옹 : 2023

#### 슬로바키아
- 킹스 컵 : 2018

### 개인
- UEFA U21 유로 토너먼트의 팀 : 2017
- 슬로바키아 올해의 선수 : 2019, 2020, 2021, 2022
- 슬로바키아 올해의 영플레이어 : 2016